# EuroInternational
EuroInternational, voorheen ook bekend als Euromotorsport, is een autosportteam uit Italië. Het team werd in 1989 opgericht door Antonio Ferrari.
Het team begon met deelnemen aan de Champ Car, waarbij het voornamelijk met Europese pay drivers reed. Andrea Montermini behaalde het beste resultaat voor het team in 1993 met een vierde plaats. Het team schreef zich ook meerdere keren in voor de Indianapolis 500, maar wist zich slechts drie keer te kwalificeren met Davy Jones en Mike Groff. In 1997 werd de naam veranderd naar EuroInternational en stapte het team over naar de IndyCar Series.
Na enkele jaren niet geracet te hebben, keerde EuroInternational terug in de Formule Renault en de Amerikaanse Formule BMW. In het laatste kampioenschap won het team vier coureurskampioenschappen achter elkaar met Robert Wickens, Daniel Morad, Alexander Rossi en Gabriel Chaves, voordat het kampioenschap ophield te bestaan. In 2008 maakte het team haar debuut in het Atlantic Championship met Daniel Morad en Luis Schiavo. Dat jaar nam het team ook deel aan de Superleague Formula, waarbij het de auto's van SC Corinthians en Atlético Madrid runde.
In 2010 stapte het team over naar de Formule 3, waarbij het haar debuut maakte in het Italiaanse Formule 3-kampioenschap. In 2011 maakte het team ook haar debuut in de Formule Abarth en de JK Racing Asia Series, waarbij het in het laatste kampioenschap in de twee jaren van haar bestaan beide coureurskampioenschappen won met Lucas Auer en Aston Hare. In 2013 maakte het team ook haar debuut in het nieuwe Europees Formule 3-kampioenschap.